# Il servitore di due padroni
Il servitore di due padroni (anche nota come Arlecchino servitore di due padroni da una messa in scena di Giorgio Strehler) è una celebre commedia di Carlo Goldoni, scritta dall'autore veneto nel 1745.
In piena sintonia con la tradizione della Commedia dell'arte, Goldoni scrisse l'opera in forma di canovaccio in funzione di Antonio Sacco, il quale, secondo l'usanza del tempo, recitava improvvisando. Con successive riscritture, l'opera si dotò di un copione steso per intero, così come voleva la graduale riforma del suo autore.

## Trama
Al centro della commedia troviamo Truffaldino, servo di due padroni, che, per non svelare il suo inganno e perseguire il suo unico intento, ovvero mangiare a sazietà, intreccia la storia all'inverosimile, creando solo equivoci e guai.
La commedia si apre a Venezia in casa di Pantalone de' Bisognosi, anziano mercante che sta assistendo alla promessa di matrimonio tra sua figlia Clarice e Silvio, figlio del Dottore Lombardi. I due sono innamorati ed è una fortuna che possano promettersi, dato che Federigo Rasponi, agiato torinese cui Clarice era destinata, è morto in una lite a causa della sorella di lui, Beatrice.
Alla promessa assistono Smeraldina, giovane serva di Clarice a casa di Pantalone, e Brighella, locandiere veneziano che fa da testimone. Inaspettatamente, nella scena irrompe Truffaldino, il giovane servo venuto per annunciare il suo padrone; si tratta proprio di Federigo Rasponi, giunto a Venezia per incontrare la sua futura sposa e chiarire gli affari sulla dote della ragazza. In realtà, colui che si presenta in casa degli allibiti personaggi è Beatrice Rasponi, sorella del defunto in vesti da uomo, per poter andare in cerca di Florindo Aretusi, suo amante fuggito a Venezia in seguito al colpo mortale inferto di sua mano proprio a Federigo e che lei sta inseguendo.
Brighella riconosce Beatrice ma nasconde l'inganno ai presenti, e anzi sta al gioco facendosi da garante per assicurare tutti che lo sconosciuto che si trovavano di fronte fosse proprio Federigo Rasponi. Neanche Truffaldino, incontrato da Beatrice nel Bergamasco, sa nulla della vera identità del suo padrone. Il suo unico obiettivo è riempire la pancia, essendo perennemente tormentato dalla fame e dall'ingordigia. Non soddisfatto del trattamento di Beatrice, che trascura gli orari del pranzo e lo lascia spesso da solo, per uno scherzo del destino si trova a servire un altro padrone, che si rivela essere Florindo Aretusi sotto il falso nome di Orazio Ardenti.
Beatrice e Florindo sono vittime delle bugie, dell'ingordigia e della scaltrezza dell'abile servitore e si ritrovano alloggiati nella locanda di Brighella in cerca l'uno dell'altro. Per svincolarsi da situazioni critiche, Truffaldino non fa altro che creare guai su guai, e per non farsi scoprire addossa tutte le responsabilità sul fantomatico Pasquale, servo che in realtà non esiste. Anche quando Beatrice e Florindo si rincontreranno, Florindo crederà che il servitore di Beatrice sia Pasquale e viceversa. Truffaldino soffre la fame, mente, corteggia, ama, finge di saper leggere, serve acrobaticamente due padroni in stanze diverse, pasticcia la trama e la risolve, tutto ciò mentre lo pseudo-Federigo Rasponi complica la vita dei due amanti Silvio e Clarice e delle rispettive famiglie.
La finzione di Truffaldino porta al culmine dell'imbarazzo nel momento in cui egli scambia il contenuto di due bauli, uno di Beatrice e l'altro di Florindo. Il servitore deve giustificare a Beatrice come mai sia entrato in possesso di lettere che appartengono a Florindo. A quest'ultimo, viceversa, Truffaldino viene invece obbligato a spiegare perché ha con sé un ritratto di proprietà di Beatrice. La scusa che Truffaldino racconta ad entrambi è quella di avere ereditato questi oggetti da un precedente padrone defunto.
Quando la situazione sembra irrimediabile, e Beatrice e Florindo minacciano di suicidarsi convinti che i rispettivi amanti siano morti, Truffaldino riesce a risolvere ogni cosa. I due padroni innamorati si ritrovano per caso e sono condotti a nozze, Clarice e Silvio con le rispettive famiglie si riappacificano, e non appena viene svelato l'inganno di Beatrice, Truffaldino e Smeraldina ottengono il permesso di sposarsi. Il servo scaltro si svela solo per amore della servetta. "Ho fatto una gran fadiga, ho fatto anca dei mancamenti, ma spero che, per rason della stravaganza, tutti si siori me perdonerà". E vissero tutti felici e contenti.

## Contesto culturale
Il ceto sociale predominante ne "Il servitore di due padroni" è la borghesia, classe emergente nell'epoca settecentesca. Pantalone è infatti un anziano mercante che si è arricchito facendo svariati affari; Brighella è un locandiere e la sua attività è fruttuosa: tanti sono i clienti e i camerieri che lavorano alla sua locanda. Florindo intrattiene affari con diversi mercanti durante il suo alloggio a Venezia, e Beatrice orchestra l'inganno ai danni di Pantalone per i soldi della dote. Truffaldino e Smeraldina sono i due servi, ma vengono comunque esaltati dall'autore per la loro prontezza e scaltrezza, per la loro capacità di adattarsi e di sopravvivere.
Emerge anche la distanza tra i giovani e vecchi. Si può notare osservando Pantalone e Clarice: il primo vorrebbe che la figlia sposasse Federigo Rasponi per l'impegno preso, per il nome e l'onore della famiglia e per gli affari già intavolati in merito alla dote, mentre Clarice si vorrebbe ribellare alle decisioni del padre, perché il suo desiderio è sposare Silvio di cui è innamorata. Stesso discorso vale per il dottore Lombardi e Silvio: il primo è in collera con Pantalone per lo sgarbo subito al nome di Clarice. La loro rabbia ha la stessa direzione ma per motivi opposti.
Uno degli intenti dell'autore è mettere in risalto la figura femminile e la sua emancipazione. Beatrice, ad esempio, è una donna intraprendente e indipendente: si vestiva già da uomo per andare a cavallo quando abitava con il fratello a Torino; dopo la morte di quest'ultimo, scappa di casa travestita da uomo per cercare il suo amore, ottenendo così rispetto da una comunità che ancora non dà libertà a quello che è considerato il "sesso debole", come possiamo riscontrare nella figura di Clarice sottomessa al padre. Clarice stessa si ribella alle ingiuste decisioni di Pantalone che va a toccare una sfera intima dell'essere umano. Smeraldina, la serva di Clarice, si fa invece portavoce delle donne, ribadendone l'importanza e denunciando i soprusi degli uomini. Quando l'inganno di Beatrice viene svelato, nessuno la critica o la condanna. Goldoni ha quindi una visione perspicace e anche illuminista della donna, in un secolo di grandi cambiamenti come il Settecento.
Il discorso non è poi così dissonante all'interno della vitale cittadina veneziana. L'autore veneto esalta anche la nascente borghesia, ma anche le capacità di adattarsi e la scaltrezza di chi riesce sempre a cavarsela (Truffaldino).
Un'altra idea al centro dell'opera è senza dubbio l'amore e come questo viene visto dai personaggi della commedia. Goldoni non è un romantico: l'idea dell'amore è collegata all'utile, al denaro (la dote di Clarice) e all'onore (ad esempio per la famiglia Lombardi). D'altra parte vediamo come Clarice e Silvio, Beatrice e Florindo, Truffaldino e Smeraldina siano realmente innamorati. Se l'utile ed il sentimento non si ostacolano, che ben venga. Altrimenti sarà sempre l'utile a prevalere (come possiamo notare dalla decisione di Pantalone di far sposare Clarice con Federigo Rasponi).

## Funzione complessiva
Il servitore di due padroni è un'opera di intrattenimento, comica e divertente. L'unico personaggio ironico è Smeraldina, che con i suoi a parte sottili fa ridere il pubblico. Solo Beatrice ha uno spessore psicologico: è intraprendente, soffre per amore, è coraggiosa.
L'opera è ancora fortemente legata alla Commedia dell'Arte; molti personaggi rappresentano delle maschere, che parlano in dialetto e possono essere di secondaria importanza. Truffaldino stesso (cioè Arlecchino) è a metà tra una maschera (caricatura) ed un personaggio.

## L'Arlecchino servitore di due padronidi Strehler

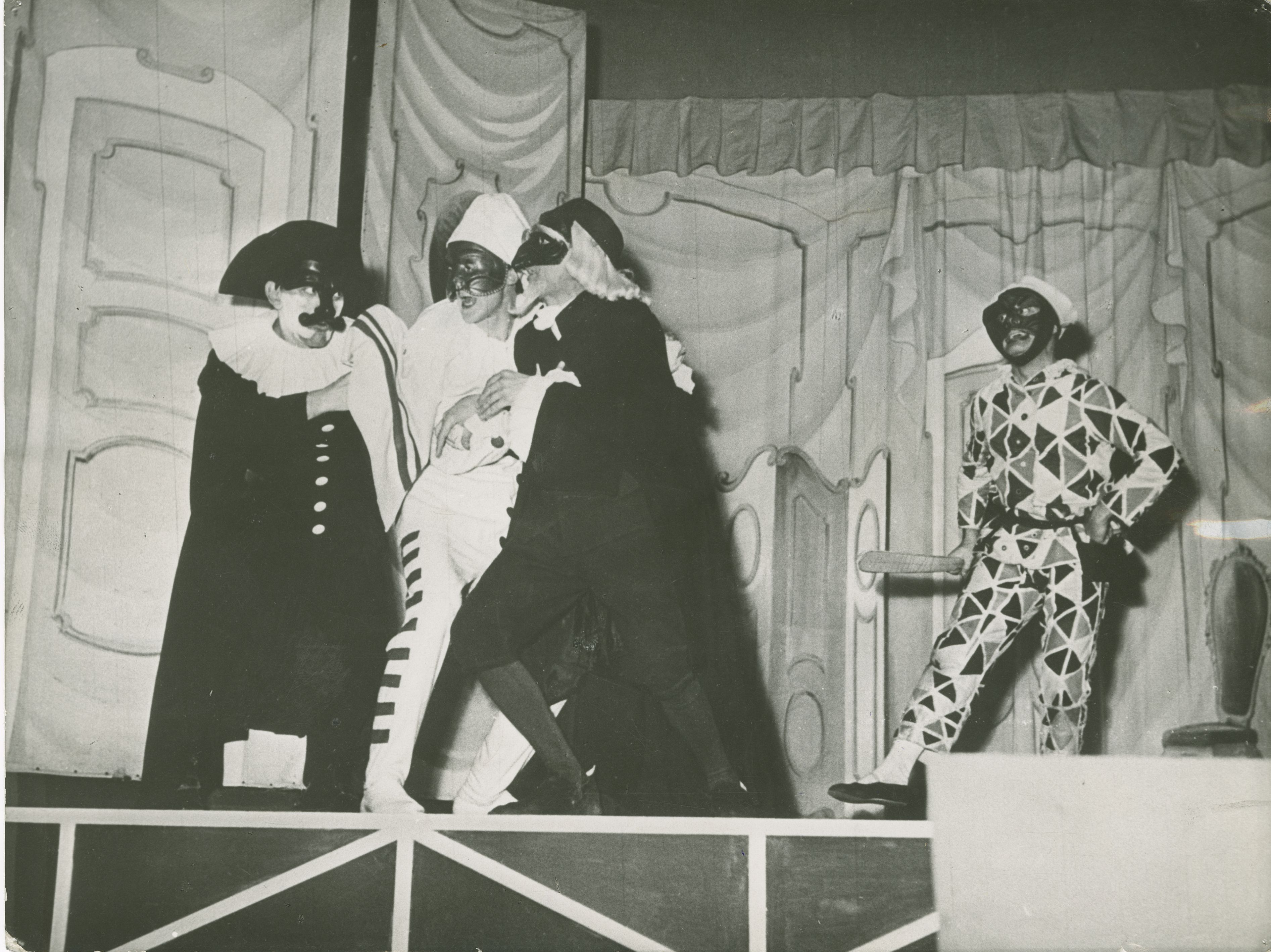
Piccolo Teatro di Milano. Marcello Moretti e altri attori durante la rappresentazione di Arlecchino servitore di due padroni nel 1957

Il personaggio di Truffaldino deriva dalla maschera della Commedia dell'Arte chiamata Arlecchino, che il regista Giorgio Strehler decise di recuperare. Il 24 luglio 1947 così debuttò al Piccolo Teatro di Milano Arlecchino servitore di due padroni. Il cambio del titolo venne fatto da Strehler in funzione della tournée internazionale che lo spettacolo di lì a poco avrebbe intrapreso sapendo che il nome di Arlecchino, data la sua notorietà, avrebbe richiamato più pubblico che non con il titolo originario di Goldoni.
Lo spettacolo venne pensato a chiusura della stagione, mai immaginando che avrebbe avuto una vita più longeva di quella del suo regista creatore.
Le diverse edizioni dello spettacolo cadenzarono per 50 anni le stagioni del Piccolo Teatro di Milano, tuttora è lo spettacolo che più di ogni altro porta nel mondo i gesti del Teatro Italiano.
Tra le varie edizioni si ricordano:
- La prima storica edizione con Marcello Moretti, Franco Parenti e Checco Rissone.
- L'edizione di Villa Litta, con Ferruccio Soleri, giocata all'aperto e contrappuntata da piccoli fuoriscena di vita dei comici intorno al palco.
- L'edizione dell'Addio, che doveva essere un saluto all'Arlecchino e fu giocata tutta su tinte più malinconiche; riportò sul palco di Arlecchino gli antichi attori di vecchie edizioni dello spettacolo: Giulia Lazzarini, Enzo Tarascio, Gianfranco Mauri, Narcisa Bonati, Giancarlo Dettori e con Andrea Jonasson
- L'edizione del Buongiorno, con i giovani attori usciti dalla Scuola del Piccolo Teatro, un'edizione particolarmente vivace e folle, in cui l'Arlecchino Soleri sarà circondato da diverse compagnie che si alternano in un gioco di gioia o rivalità surreale.
- Infine l'edizione del cinquantenario, l'ultima curata da Strehler, con una distribuzione di attori tra passato e futuro, formula che tuttora tiene in forze questo antico gioco di Teatro.
- Dopo la scomparsa del maestro la responsabilità della ripresa dello spettacolo è passata a Ferruccio Soleri, in collaborazione con Stefano de Luca, regista assistente di Strehler in numerose produzioni.

Il ruolo di Arlecchino venne affidato a Marcello Moretti, che lo lascerà, alla morte, a Ferruccio Soleri. Lo spettacolo ebbe ed ha tuttora un enorme successo, tanto da andare in tournée in tutto il mondo, dall'America Latina alla Cina, ed essere presentato, nel corso degli anni, ad importanti manifestazioni culturali come il Festival di Edimburgo. Dal 1947 ad oggi lo spettacolo conta 2200 repliche ed è arrivato alla XIII edizione (sebbene la X edizione fu l'ultima ad avere la firma di Strehler). Nel 2019 il ruolo è passato ad Enrico Bonavera, che lo aveva interpretato periodicamente fino dal 2002.
L'Arlecchino strehleriano è sorprendentemente agile, buffonesco, incastonato in un palco metateatrale intorno e dentro al quale agiscono i vari personaggi. Sul proscenio, una fila di candele che vengono accese all'inizio della rappresentazione e spente al suo termine fanno da filo conduttore tra il teatro moderno e la perduta tradizione della commedia dell'arte, cui i diversi allestimenti di Strehler guardano con nostalgica e sempre rinnovata passione.